# Hollandsche Hoeve
De Hollandsche Hoeve is een recreatiepark in de Nederlandse stad Goes in de provincie Zeeland.
Het park ligt aan de noordkant van de stad, grenzend aan de Noordhoek in het oosten. In het zuiden bevindt zich het Valckeslot, een park met erg vergelijkbare natuur, met als enige scheiding de Oosterringbaan. In het westen bevindt zich industrieterrein de Goese Haven en woonwijk de Goese Diep, met als scheiding de Kattendijkse Dijk. Het park is ongeveer 200.000 m² groot en al meer dan 100 jaar oud. De eerste vermelding van de naam 'Hollandsche Hoeve' was echter al in 1733.

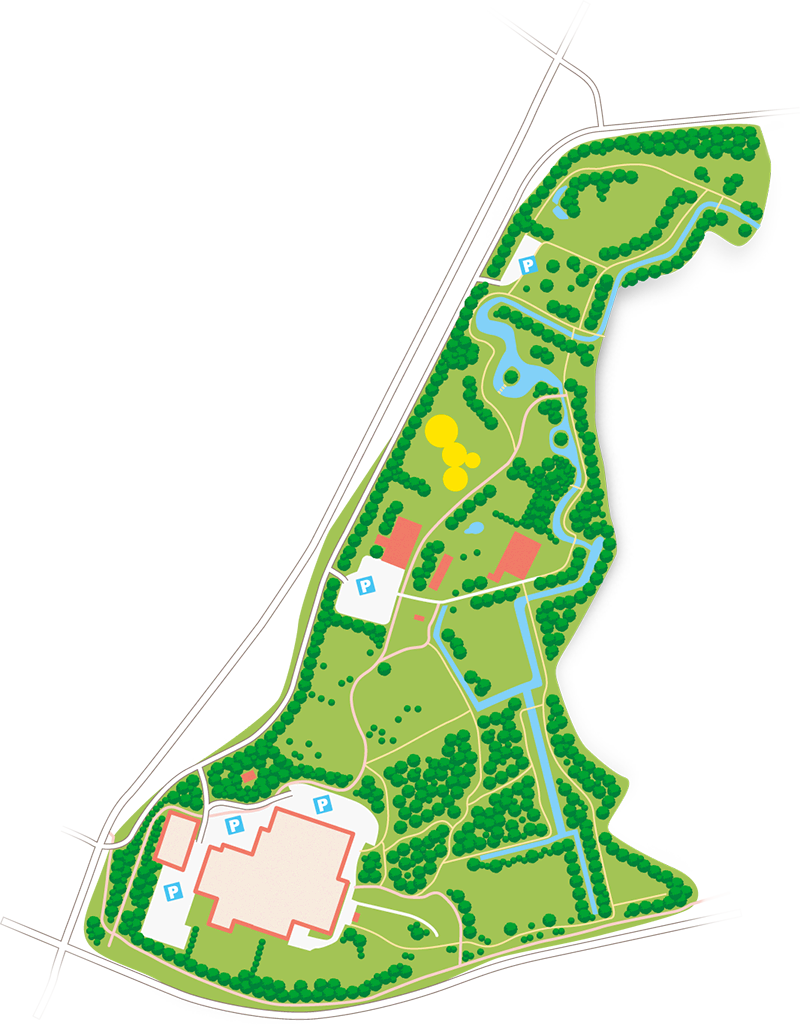
Plattegrond van de Hollandsche Hoeve

In het park zijn de volgende voorzieningen:
Noord
- Een heemtuin

Centrum
- Een kinderboerderij, waarin ook het Milieu Educatie Centrum De Bevelanden is gevestigd.
- Een buitenspeeltuin en waterspeeltuin
- Een verwilderde boomgaard met diverse typen appelbomen in een schapenwei
- Het Ambachtscentrum, met diverse handwerkwinkeltjes en een poppentheater
- Horecagelegenheid de Vierlinden, een eeterij-spelerij met een terras, ijswinkel, botsautobaan, midgetgolfbaan en een binnenspeeltuin
- Jeu de boules-vereniging Le Bastion met een eigen terrein met 2 banen
- Scoutinggroep Hertog van Beijeren-Gosaha
- Scoutinggroep Jacob Valcke

Zuid
- Het Omnium (voorheen Sportpunt Zeeland), met een zwembad, diverse sportzalen, een tropisch bos en een camping
- CIOS Zuidwest-Nederland, een onderwijsinstelling met mbo-opleidingen op het gebied van sport en beweging
- Scalda, een onderwijsinstelling met mbo-opleidingen op het gebied van veiligheid en defensie
- Dansclub Body Action
- Zwem- en polovereniging De Ganze
- Badmintonvereniging 't Pluumpje
- Karatevereniging Kyokushin Zeeland
- Volleybalvereniging Mytilus
- Bed and Breakfast De IJsbout

Het park wordt gekenmerkt door de wandelpaadjes, grasvelden en vijvertjes door het gehele park, en 12 kunstwerken in de vorm van bankjes, geplaatst in 2010-2011. In januari 2023 werden meerdere bankjes vernield, waarvan er één onherstelbaar werd verklaard en vervolgens is weggehaald.